# حدس abc
حدس abc ‏(abc conjecture) (که به حدس اوسترلی-مسر یا Oesterlé–Masser conjecture نیز شناخته می‌شود)، حدسی در نظریه اعداد است که اولین بار توسط جوزف اوسترلی (در ۱۹۸۸ میلادی) و دیوید مسر (۱۹۸۵ میلادی) پیشنهاد شد. این حدس برحسب سه عدد صحیح مثبت a و b و c پیشنهاد شد (که نام آن هم از این سه حرف مشتق شده) که متباین‌اند (نسبت به هم اولند) و در معادله {\displaystyle a+b=c} صدق می‌کنند. اگر d نشان دهنده ضرب عوامل اول متمایز abc باشد، این حدس اساساً می‌گوید که d اغلب زیاد از c کوچکتر نیست. به بیانی دیگر: اگر a و b دارای توان‌های بزرگی از اعداد اول باشند، آنگاه c اغلب بر توان‌های بزرگی از اعداد اول بخش‌پذیر نیست. تعدادی از حدس‌ها و قضایای معروف در نظریه اعداد به‌طور آنی از حدس abc یا نسخه‌هایی از آن منتج می‌گردند. گولدفلد (در ۱۹۹۶ میلادی) حدس abc را به عنوان «مهم‌ترین مسئله حل‌نشده آنالیز سیاله‌ای (آنالیز دیوفانتینی)» توصیف نمود.
حدس abc در تلاش اوسترلی و مسر برای فهم حدس اسپیرو (Szpiro) در مورد خم‌های بیضوی به‌دست آمد. حدس اسپیرو در مورد ساختارهایی است که گزاره‌های هندسی‌تری نسبت به حدس abc دارد. نشان داده شده که حدس abc با حدس اسپیروی تغییر یافته معادل است.
تلاش‌های مختلفی جهت اثبات حدس abc انجام شده، اما اکنون (تا ۲۰۲۰ میلادی) هیچ‌کدام از آن‌ها توسط جامعه ریاضیاتی جریان اصلی پذیرفته نشده و این حدس هنوز هم به عنوان اثبات نشده تلقی می‌گردد.